# 興徳王
興徳王（こうとくおう、777年 - 836年）は、新羅の第42代の王（在位：826年 - 836年）であり、姓は金、諱は秀宗、のちに景徽（けいき）と改名した。父は第38代元聖王の元太子の金仁謙（昭聖王により恵忠大王と追封）、母は角干（1等官）の金神述の娘の淑貞夫人（聖穆太后と追封）であり、第39代昭聖王・第41代憲徳王の同母弟である。王妃は昭聖王の娘の章和夫人。826年10月、先代の憲徳王が死去すると、副君の位にあった秀昇が即位した。

## 即位まで
819年2月、現職の上大等の金崇斌が死去したことにより、伊飡（2等官）の位にあった金秀昇が後任の上大等となり、822年1月には副君とされて月池宮に住まわされた。『三国史記』では副君の名称はほかには見られないが、月池典・月池嶽典という官庁名が職官志の東宮官の下部組織として見られることから、副君は王太子の別称であり、金秀昇（興徳王）が王太子に立てられたものと見られている。また、『旧唐書』や『新唐書』の新羅伝には、金景徽（興徳王）は金彦昇（憲徳王）の子であると記している。しかし『三国史記』新羅本紀・憲徳王紀に拠れば、憲徳王には金憲章・金張廉・金昕らの王子がいたことが記されており、また、822年3月以降で忠恭角干（憲徳王の弟）の娘の貞嬌を太子の妃に迎え入れたことを記しており、興徳王の王妃の伝とは異なっていることから、興徳王が憲徳王の太子とされたとすることとは相容れない。結局のところ、憲徳王の同母弟であった興徳王が、王子らを差し置いて王位を継いだことについて、確実な事情は不明である。

## 治世
ほぼ同時期に代替わりした唐の文宗からは、〈開府儀同三司・検校太尉・使持節・大都督鶏林州諸軍事・兼持節充寧海軍使・新羅王〉に冊封された。『旧唐書』新羅伝には太和5年（831年）こととしているが、この箇所を引用したと見られる『三国史記』新羅本紀・興徳王紀は、この冊封については王の2年（827年）のこととしている。また、この冊封の際に、王母朴氏を大妃、王妃朴氏を妃に冊立することもあわせて行なわれた。唐への朝貢を続けて文物の招来に努め、827年に唐に入った旧高句麗系の僧の丘徳は経典を持ち帰った。また、828年に帰国した金大廉が持ち帰った茶の種子を地理山（慶尚南道山清郡の智異山）に植えさせて以後、新羅での喫茶が盛んになったという。
国内では827年に漢山州（京畿道広州市）瓢川県から速富の術（すぐに富貴になれる方法）という宗教運動が流行り出すと、人々を惑わすものとして教祖を遠島へ流刑とした。832年の春夏の旱魃、7月の大雨で凶作となり、餓えた民衆が盗賊となって蜂起すると、10月には各地に使者を派遣して慰撫に努め、翌833年にも凶作で民が飢餓に苦しみ流行り病で多くの死者を出すと、834年10月には王自らが巡幸して民に穀物を分け与え、民心の安定を図ろうとした。
同じ834年には、身分の上下に応じて色服・車騎・器物・家屋などの区別を厳然とさせて違反者には刑罰を用いるとする教書を発布して、奢侈を禁じるとともに王都の住民に対する身分序列を明確化させることとした。この教書の中で規定された身分序列は「真骨・六頭品・五頭品・四頭品・平人のそれぞれ男女」としており、7世紀中葉に成立していた王族を中心とする身分序列である「骨制度」（聖骨・真骨）に対して「頭品制度」とされる。これら骨制度・頭品制度をあわせて新羅の骨品制度という。
在位11年にして836年12月に死去し、興徳王と諡された。遺言に従って章和王妃の陵に合葬されたといい、その王陵は慶州市安康邑の史跡第30号が比定されている。

## 王妃
興徳王が826年10月に即位した後、12月には王妃の章和夫人が亡くなり、王は大変悲しんだ。群臣は後妃を入れることを進言したが、王は「つがいの鳥でさえ相方を失って悲しむというのに、私にとっての良い伴侶を失って、どうしてすぐに再婚するなどという無情なことができようか」といって、後妃を迎えようとはしなかった。また、後宮の侍女を近づけることもせず、王の左右にはただ宦官だけがいたという（『三国史記』新羅本紀・興徳王即位紀）。
王妃を失った悲しみをつがいの鳥に喩えたことについて、『三国遺事』紀異・興徳王鸚鵡条には、次のような説話が伝えられている。
王の即位後に、唐から帰ってきた使者が鸚鵡ひとつがいを連れていたが、やがて雌鳥が死んで残された雄鳥は悲しんで鳴きやまなかった。雄鳥の前に鏡を置かせたところ、雄鳥は鏡に映る姿を見て雌鳥が戻ってきたと思って鏡をつついたが、鏡に映った自分の姿であると気付くと悲しみ鳴きながら死んでしまった。これを見て王は歌を作ったというが、どのような内容であったかはわからない。